# Emmanuel Eboué
Emmanuel Eboué (født 4. juni 1983 i Abidjan, Elfenbenskysten) er en ivoriansk tidligere fodboldspiller, der spillede som forsvarsspiller. Han spillede blandt andet syv sæsoner i Arsenal, og nåede 79 kampe for Elfenbenskystens landshold.

## Klubkarriere
Eboué, der startede sin seniorkarriere med et ophold i ASEC Mimosas i sit hjemland, flyttede i 2002 til Belgien, hvor han skrev kontrakt med K.S.K. Beveren. Her spillede han de følgende to en halv sæson, inden han af Arsenals manager Arsène Wenger blev hentet til London-klubben i Premier League. Hans skifte skete officielt 1. januar 2005, og han debuterede få dage senere i en kamp mod Stoke City.
Eboués start i Arsenal blev fremragende, da klubben sikrede sig FA Cup-titlen i 2005 efter finalesejr over Manchester United. Han slog dog først for alvor igennem på holdet i sæsonen 2005-06, hvor han spillede adskillige vigtige kampe, og blandt andet var med til at føre holdet frem til finalen i Champions League, der dog blev tabt til spanske FC Barcelona.

## Landshold
Eboué spillede desuden for Elfenbenskystens fodboldlandshold, som han blandt andet repræsenterede ved VM i 2006 og VM i 2010. Han spillede sin første landskamp i september 2004 i en kamp mod Sudan

## Titler
FA Cup
- 2005 med Arsenal F.C.

Spor Toto Superlig
- 2011-2012 med Galatasaray SK